# Douglas Cochrane
Pour les articles homonymes, voir Cochrane.
Douglas Mackinnon Baillie Hamilton Cochrane, 12e comte de Dundonald, né le 29 octobre 1852 à Banff en Écosse et morte le 12 avril 1935 à Wimbledon en Angleterre, plus connu en tant que Lord Cochrane entre 1860 et 1885, est un homme politique et un officier militaire écossais. Il est un représentant de pairie et un général de l'armée de terre britannique. Il sert notamment en tant qu'officier général commandant la Milice canadienne.

## Annexe